# Vomperbach (Gemeinden Terfens, Vomp)
Vomperbach ist ein Ort im Unterinntal in Tirol mit 1577 Einwohnern, der zu den Gemeinden Terfens und Vomp im Bezirk Schwaz gehört.

## Geographie
Vomperbach liegt auf 560 m ü. A. auf der linken Innseite zu beiden Seiten des namengebenden Vomper Bachs, der südlich des Ortes in den Inn mündet. Der Bach bildet die Gemeindegrenze zwischen Terfens im Westen und Vomp im Osten. Der Ort liegt jeweils rund zwei Kilometer von den beiden Gemeindehauptorten entfernt. Direkt gegenüber auf der anderen Innseite liegt Pill.
Vomperbach bildet eine Fraktion (Ortschaft) der Gemeinde Terfens mit 991 Einwohnern (damit die größte Ortschaft der Gemeinde) und eine Fraktion der Gemeinde Vomp mit 586 Einwohnern (Stand 1. Jänner 2024). Zur Terfner Fraktion gehört neben der Siedlung Vomperbach die Bahnhofssiedlung. Die Vomper Ortschaft besteht aus den Siedlungen Altmahd und Pirchat sowie dem Einzelhof Unterschick.

## Geschichte
Im 14. Jahrhundert bestanden in Vomperbach vier Urgüter, von denen zwei zu St. Georgenberg und zwei zu St. Ulrich und Afra in Augsburg gehörten. Um 1900 gab es 23 Häuser (5 in der Gemeinde Terfens, 18 in der Gemeinde Vomp), erst nach dem Zweiten Weltkrieg wuchs der Ort stark an.

## Wirtschaft, Verkehr und Infrastruktur
Der Schwemmkegelbereich des Vomper Baches stellt das vermutlich größte und hochwertigste Lockergesteinsvorkommen Tirols dar. Die großräumige Lagerstätte wird von den Firmen Derfeser und Lang mit mehreren Werken zur Gewinnung sowie Aufbereitung und Verarbeitung von Gesteinsrohstoffen genutzt. Auf einem 10 ha großen Grundstück wird ein Logistikzentrum der Post errichtet.
Im Ort liegen die Anschlussstelle Vomp der Inntalautobahn und die Haltestelle Pill-Vomperbach der Unterinntalbahn, an der die Züge der S-Bahn Tirol halten. Die L389 Vomperbachstraße verbindet den Ort mit Pill und der Tiroler Straße, die L222 Vomper Straße mit Vomp und Terfens.
Vomperbach verfügt seit 1963 über eine eigene Volksschule. Die katholische Filialkirche zur Himmelfahrt Christi wurde 1973–1975 nach Plänen von Ulrich Feßler erbaut. Von der Kirche ausgehend führt ein Planetenlehrpfad durch das Forchat (Föhrenwald), einen der wenigen Talwälder des Inntals.

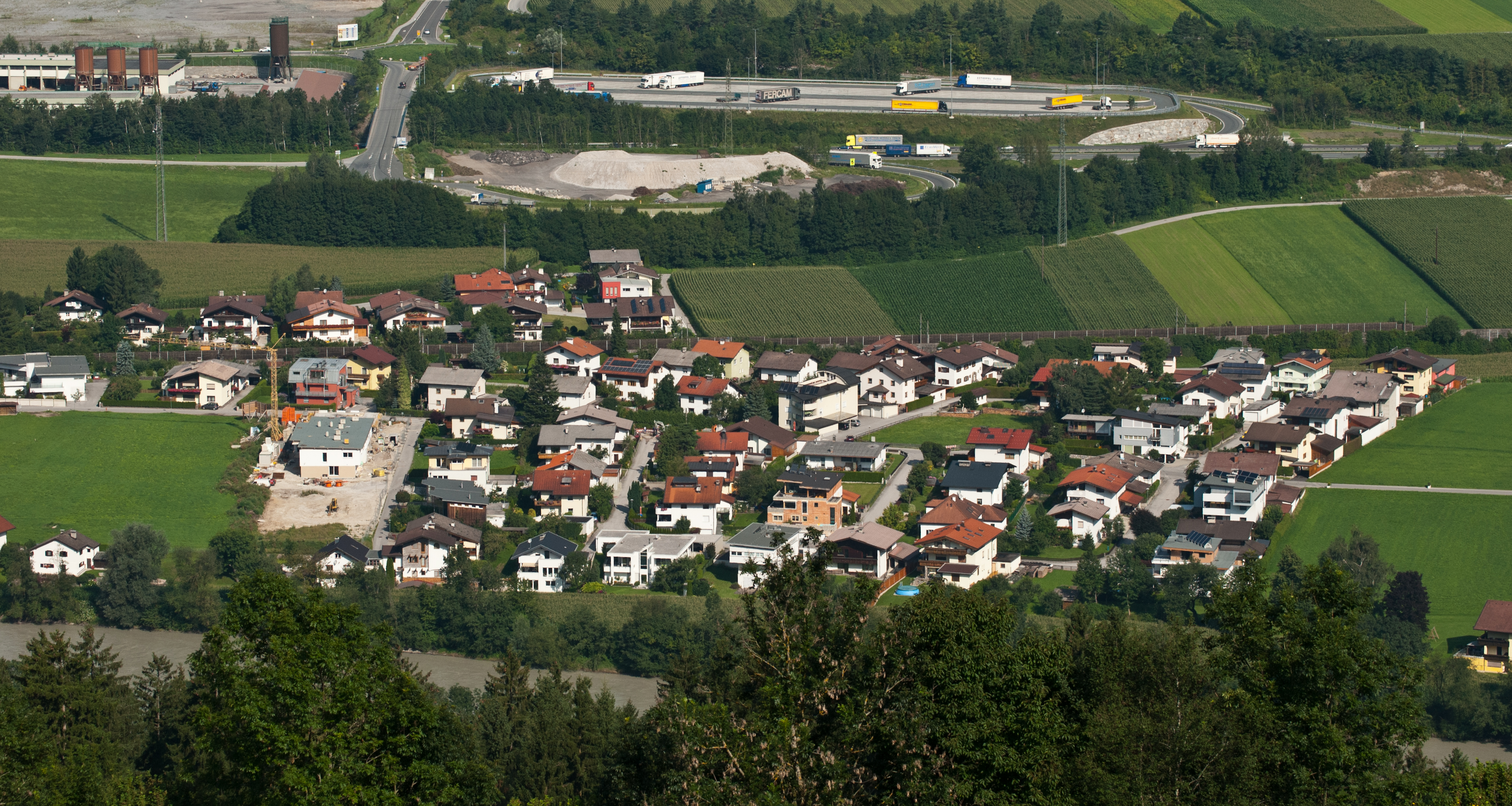
Ortsteil Altmahd
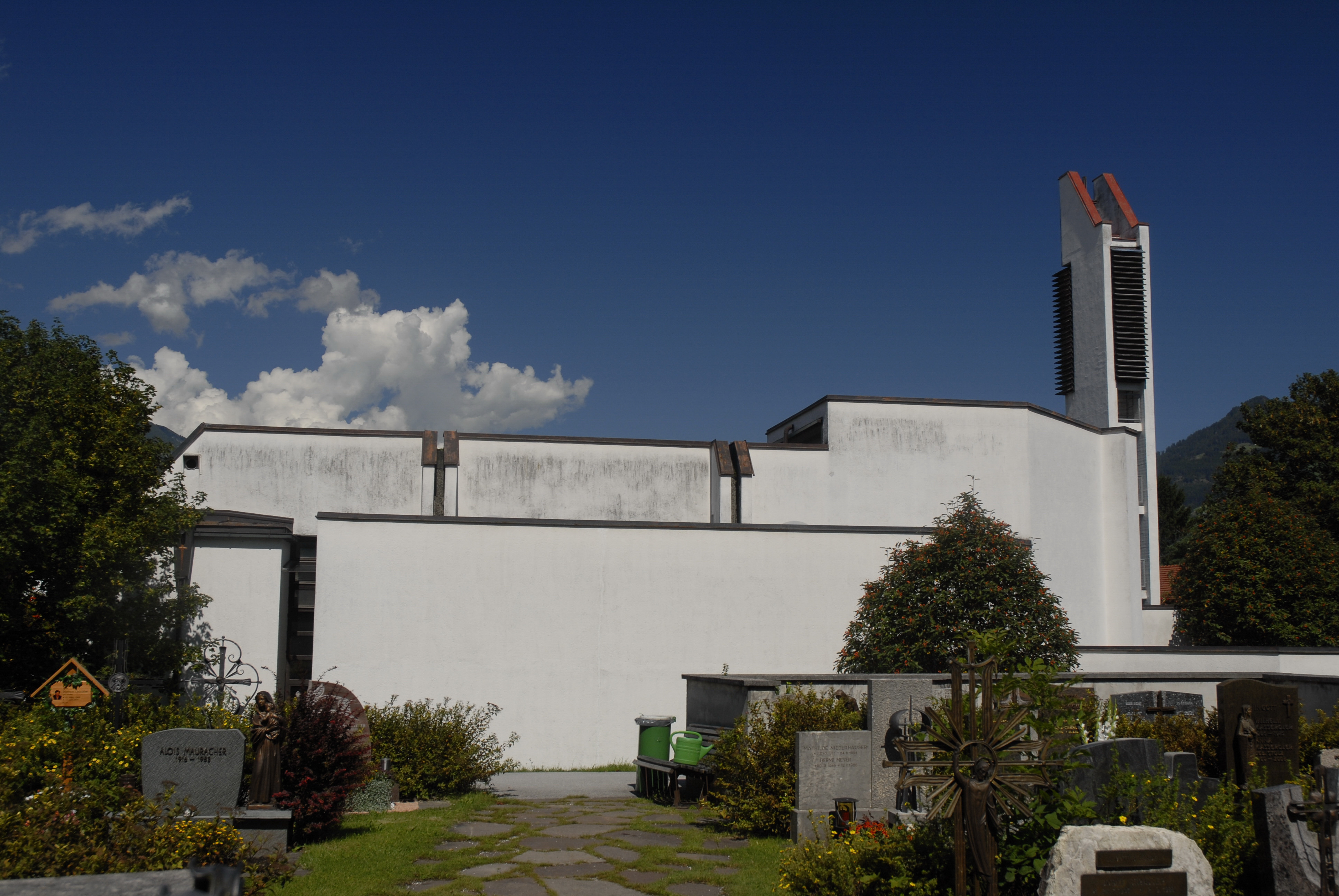
Christuskirche
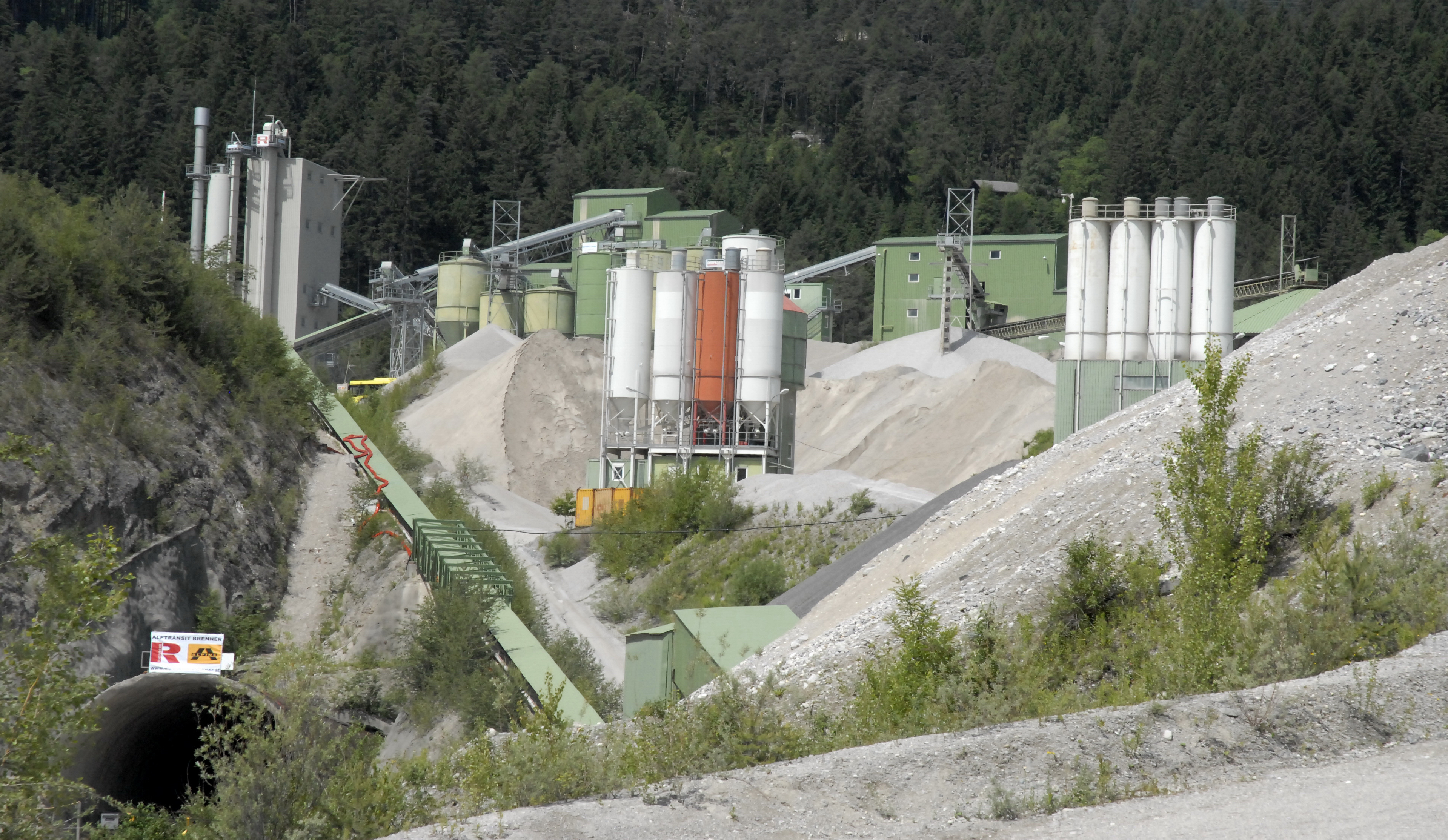
Schottergrube Derfeser